# Yolanda Rosa
Yolanda Rosa (ca. 1950) es una jugadora de tenis de mesa adaptado y baloncestista argentina que ganó la medalla de bronce en baloncesto en silla de ruedas en los Juegos Paralímpicos de Toronto 1976.
Por sus logros deportivos fue reconocida en Argentina como Maestra del Deporte Argentino (Ley 25962).

## Carrera deportiva

### Juegos Paralímpicos de Toronto 1976
Yolanda Rosa compitió en dos eventos de tenis de mesa adaptado y uno de Baloncesto en silla de ruedas en los Juegos Paralímpicos de Toronto 1976, ganando una medalla de bronce (baloncesto) y un diploma paralímpico, al finalizar 8ª en la competencia individual de tenis de mesa.

#### Bronce en baloncesto femenino
Yolanda Rosa integró el equipo de baloncesto femenino que ganó la medalla de bronce en Toronto 1976. El equipo estuvo integrado por Susana Bainer, Elsa Beltrán, Cristina Benedetti, Eugenia García, Graciela Gazzola, Susana Masciotra, Susana Momeso, Marcela Rizzotto, Yolanda Rosa, Cristina Spara y Silvia Tedesco.
Participaron cinco países: Argentina, Canadá, Estados Unidos, Israel y República Federal Alemana que jugaron todos contra todos. Argentina perdió con Israel 16-56 (medalla de oro) y perdió 15-32 con la República Federal Alemana (medalla de plata), y venció a Estados Unidos (34-13) y Canadá (27-23), clasificando tercera y obteniendo así la medalla de bronce.
| Baloncesto Mujeres | Baloncesto Mujeres | Baloncesto Mujeres |
|                    | País               |                    |
| ------------------ | ------------------ | ------------------ |
| 1                  | Israel             |                    |
| 2                  | Alemania (RFA)     |                    |
| 3                  | Argentina          |                    |
| Fuente: IPC.       |                    |                    |